# 123
Évszázadok: 1. század – 2. század – 3. század
Évtizedek: 70-es évek – 80-as évek – 90-es évek – 100-as évek – 110-es évek – 120-as évek – 130-as évek – 140-es évek – 150-es évek – 160-as évek – 170-es évek
Évek: 118 – 119 – 120 – 121 –  122 – 123 – 124 – 125 – 126 – 127 – 128

## Események

### Római birodalom
- Quintus Articuleius Paetinust (helyettese júniustól T. Prifernius Geminus, augusztustól T. Salvius Rufinus Minicius Opimianus) és Lucius Venuleius Apronianus Octavius Priscust (helyettese P. Metilius Secundus és Cn. Sentius Aburnianus) választják consulnak.
- Hadrianus császár Tarracóban telel; itt éri Haterius Nepos egyiptomi prefektus üzenete, melyben segítségét kéri az Ápisz bika újjászületését kísérő zavargások miatt. A császárt egy rabszolga megpróbálja meggyilkolni.
- Hadrianus Mauretaniában folytatja birodalmi körútját, ahol személyesen vezet egy kisebb hadmozdulatot a helyi lázadók ellen. Miután hírét veszi, hogy a pártusok háborúra készülnek, sietve Syriába hajózik.
- Hadrianus személyesen találkozik I. Oszroész pártus királlyal az Eufrátesz határfolyó egyik szigetén és biztosítják egymást a béke fenntartásáról. Megegyeznek a két birodalom közti határban és Örményország ismét római vazallussá válik. A császár visszahelyezi az Abgar-dinasztiát Oszroéné klienskirályság trónjára (azt eddig Parthamaszpatész pártus herceg foglalta el, akit Traianus néhány évvel korábban rövid időre pártus ellenkirálynak nevezett ki).
- Hadrianus átutazik a kis-ázsiai Pontoszon és Kappadókián, majd Nicomediába hajózik és ott telel. A városban segítséget nyújt a korábbi földrengés utáni újjáépítéshez.
- Tivoliban elkészül Hadrianus villája.

### Kína
- Pan Jung (a híres hadvezér, Pan Csao fia) megerősíti a kínai fennhatóságot a Tarim-medencében.
- Csang Heng udvari csillagász megreformálja a kínai naptárat, hogy a hónapok megfeleljenek az évszakoknak.

## Fordítás
- Ez a szócikk részben vagy egészben  a(z)   123 című francia Wikipédia-szócikk ezen változatának fordításán alapul.  Az eredeti cikk szerkesztőit annak laptörténete sorolja fel. Ez a jelzés csupán a megfogalmazás eredetét és a szerzői jogokat jelzi, nem szolgál a cikkben szereplő információk forrásmegjelöléseként.